# 食と緑の博覧会-とちぎ'88
食と緑の博覧会－とちぎ'88（しょくとみどりのはくらんかい－とちぎ88）は、1988年（昭和63年）に栃木県宇都宮市で開催された地方博覧会。

## 概要
- 名称 食と緑の博覧会－とちぎ'88[2]
- 愛称 イートピアとちぎ'88[2]
- 主催 食と緑の博覧会－とちぎ'88実行委員会（会長：渡辺文雄栃木県知事）
- 会期 1988年（昭和63年）9月30日 - 11月6日
- 会場 JR宇都宮駅東地区（栃木県立宇都宮産業展示館（マロニエプラザ）・宇都宮市体育館・宇都宮駅東公園）
- 基本テーマ 食と緑（輝かしい生命の未来）
- 開催テーマ 伝えよう日本の心、拓こう豊な食文化
- 提唱 農林水産省
- テーマソング 「明日へ」（作詞・寛川翔 作曲・和田典久 編曲・淡野保昌）
- マスコットキャラクター ユウちゃん
- 誘客目標 600,000人[2]

会場のうちマロニエプラザは新設（1988年7月完成）、宇都宮駅東公園（噴水広場、プール含む）と宇都宮市体育館は既存施設を利用。各施設に隣接する市道を会期中全面通行止めとし全区域を一帯として会場とした。プレイランドは'84とちぎ博のような大型の乗り物を中心とした施設設置は不可能であるため、既存の市営駅東プールを利用し、オーストラリアのビクトリアバララット市観光局が開発したウォーターウォーク（空気で膨らませたビニール製のチューブ内を通り抜ける遊具）を導入、日本では1987年に初めて公開されたが、既存のプール設備を利用しての設置はこの博覧会が初めてである。このほかに子犬やヒツジ、フクロウなどの小動物とのふれあいができるキャトルプレーランド設置とミニSL（延長160m）を運行した。

### 開催まで
1985年（昭和60年）2月、衆議院農林水産委員にて「食と緑の博覧会」を地方自治体などの主催で開催する旨を表明。11月には渡辺文雄知事が学識経験者として参加する農林水産省の会合が行われた。12月に栃木県議会にて栃木県に誘致することを決議。1986年（昭和61年）6月に「栃木県食と緑の博覧会準備委員会」発足。8月に初年度開催県として栃木県、石川県、岐阜県、兵庫県の4県が決定した。1987年（昭和62年）1月に博覧会の正式名称「食と緑の博覧会－とちぎ'88」を決定。3月30日に準備委員会を発展解消し「食と緑の博覧会－とちぎ'88実行委員会」設置。新設するマロニエプラザのこけら落としとしての開催が位置づけられた。

## パビリオン
マロニエプラザ屋外
- 21世紀イートピア館（食と緑の博覧会－とちぎ'88実行委員会、栃木県衛生環境部）
- フィンランドから「森の生活」のすすめ館
- ワールドプラザ（友好国（15カ国）、宇都宮市、上野百貨店、東武宇都宮百貨店ほか）
- とちぎおもしろ食品館
- 日通館（日本通運）
- イートピア・POST・OFFICE（郵政省・郵便局）
- グルメランド

マロニエプラザ屋内
- 実りの館
  - ミルクランド（栃木県牛乳普及協会）
  - 豊かな大地のみのり館
  - ザ・さかな館
- 歩みの館
  - NTTスペースポートコミュニケーション（日本電信電話）
  - 清水建設・地下スペース館（清水建設）
  - 日産館（日産自動車グループ）
  - あしぎん不思議の森（足利銀行）
- 技の館
  - 日立パソコンランド（日立グループ）
  - おいしさが集うナショナル／グリーンプラザ（松下電器産業）
  - TOSHIBA館（東芝）
  - 東京ガス ハロウィン広場（東京ガス）
  - レオン館（レオン自動機）
  - ジャノメ館（蛇の目ミシン）
  - 東京電力館TEPCOエレトピアシアター
- 味わいの館
  - カゴメ「トマト館」
  - タキザワハム館
  - AJIコミュニケーション（味の素）
  - 三菱商事スペース
  - カルビーポテッ子ランド
  - キリンスクエア'88
  - ニッカウヰスキー館
  - シュガーアイランド（シュガーアイランドグループ）
  - 雪印館（雪印乳業）
  - ヤクルト「おなかの大冒険」（ヤクルト本社、宇都宮ヤクルト販売、両毛ヤクルト販売、古河ヤクルト販売）
  - UCCコーヒー館（上島珈琲）
  - フタバ ヘルシーアイスランド（フタバ食品）
  - やすらぎルームCABIN（日本たばこ産業）
  - 宇都宮市のシンボルディスプレイ

宇都宮市体育館
- JR東日本館（東日本旅客鉄道）
- KDDテレコムキャラバン（国際電信電話）
- なるほどとちぎふるさと館（栃木県農務部・林務観光部、宇都宮市ほか栃木県内48市町村）
- 日中友好館
- ドリームシアター（食と緑の博覧会－とちぎ'88実行委員会、富士通）
- ミニグルメランド

宇都宮駅東公園
- カンセキワイルドロッジ（カンセキ）
- ウッディランド
- マロニエ館（県林務観光部）
- 森の休憩所（県土木部）
- 夢のバイオドーム（食と緑の博覧会－とちぎ'88実行委員会、栃木県農務部）
- プレイランド（駅東公園プールに設置）
  - ウォーターウォーク
  - キャトルプレーランド
  - ミニSL

## イベント
- オープニングフェスティバル - 中国浙江省文化芸術団
- バラエティステージ
  - ジャック武田
  - マギー司郎
  - 内海桂子・好江
  - なべ＆めだち
- ふれあいオンステージ
  - 西村知美
  - 志村香
  - ビリーバンバン
  - 松本伊代
  - キングストーンズ
  - アントニオ古賀
  - 二葉あき子
  - 三浦洸一
  - 浅香唯
  - イルカ
  - C-C-B

## 交通アクセス
- 公共交通利用者は宇都宮駅東口より徒歩で来場させた[7]。
- 来場者駐車場として、会場から離れた北駐車場（宇都宮市今泉町、普通車・バス[8]）と南駐車場（宇都宮市平松本町、普通車のみ[8]）を設置し会場までシャトルバス運行。このほか会場周辺にタクシープールを含む業務用駐車場を設けた[7]。

## 参考資料
- 下野新聞社『イートピアとちぎ'88公式記録』食と緑の博覧会-とちぎ'88、1989年2月。